# Rizzoli & Isles (seizoen 2)
Dit artikel vat het tweede seizoen van Rizzoli & Isles samen. Dit seizoen liep van 11 juli 2011 tot en met 26 december 2011 en bevatte vijftien afleveringen.

## Rolverdeling

### Hoofdrollen
- Angie Harmon - Jane Rizzoli
- Sasha Alexander - Maura Isles
- Lorraine Bracco - Angela Rizzoli
- Jordan Bridges - Frankie Rizzoli jr.
- Lee Thompson Young - Barry Frost
- Bruce McGill - Vincent Korsak

### Terugkerende rollen
- Brian Goodman - Sean Cavanaugh
- Chris Vance - sergeant majoor Casey Jones
- Matthew Alan - Gary Campbell
- Matthew Del Negro - Giovanni Gilberti
- Colin Egglesfield - Tommy Rizzoli
- John Doman - Patrick 'Paddy' Doyle

## Afleveringen
| Nr. | Aflevering | Titel                           | Regisseur        | Schrijver(s)                    | Selectie gastrollen | Uitzenddatum      |  |
| --- | ---------- | ------------------------------- | ---------------- | ------------------------------- | --- | ----------------- |  |
| 11 | 1          | We Don't Need Another Hero      | Michael Zinberg  | Janet Tamaro                    | Charlie Hofheimer - Dan Forman Anna Osceola - Abigail 'Abby' Sherman Larry Poindexter - Byron Sluckey McKinley Belcher III - Lawrence | 11 juli 2011      |  |
| Drie maanden na de schietpartij op het politiebureau is Jane weer klaar om te gaan werken, maar zij moet wachten tot haar dokter hiervoor toestemming geeft. Op een ceremonie waar politieagenten voor bewezen moed in het zonnetje gezet worden krijgt Jane een speciale band met Abby, een militaire en deelneemster aan de ceremonie. Maar na afloop van de ceremonie ontploft de auto van Abby waar zij de dood in vindt. Tijdens de autopsie van Abby ontdekt Maura dat zij is gedood door iemand uit het leger, dit omdat zij tijdens haar werk geraakt werd door eigen vuur. Ondertussen hoort Jane dat haar ouders willen gaan scheiden, en zij ontmoet een oude bekende uit haar jeugd. |            |                                 |                  |                                 | |                   |  |
| 12 | 2          | Living Proof                    | Bethany Rooney   | Dee Johnson                     | Joshua Bitton - Hank Kelly Ever Carradine - Randi Gordon Katie A. Keane - mrs. Payson David Monahan - Tom Payson Chris McKenna - Jim Tolliver Heather Tom - mrs. Tolliver Dylan Neal - dr. Hanson / Russell Dempsey                        | 18 juli 2011      |  |
| Jane en Maura genieten, ieder op hun eigen wijze, van een dagje in een kuuroord. Hun verblijf wordt wreed verstoord door een binnengebrachte zwangere vrouw die neergestoken is. Zij overleeft de steekpartij niet, maar het lukt Maura om de baby levend en wel op de wereld te brengen. Als de man, een visser, van het slachtoffer wordt ondervraagd, verklaart hij dat tijdens de moord op zijn vrouw op zijn vissersboot zat en dat hij niet wist dat zijn vrouw zwanger was. De zaak wordt al snel gecompliceerd als blijkt dat het slachtoffer een draagmoeder was voor een stel dat zelf geen kinderen konden krijgen. Het spoor leidt hen dan naar een vruchtbaarheidskliniek van dr. Hanson, die geen zin heeft om mee te werken met de politie. Ondertussen wordt Jane gek van haar moeder die haar appartement probeert te veranderen. |            |                                 |                  |                                 | |                   |  |
| 13 | 3          | Sailor Man                      | Michael Zinberg  | Joel Fields                     | Ernie Hudson - admiraal Frost Jack McGee - bareigenaar Matthew Florida - Richard Salerno Alan Rachins - Stanley Erik Aude - Devon Bosko | 25 juli 2011      |  |
| Tijdens de vlootdagen in Boston hebben Jane en Maura hun handen vol aan een serieverkrachter. De bewijzen zet hun aandacht op een matroos als hun belangrijkste verdachte, maar aangezien er nu duizenden matrozen hun stad overspoeld hebben zij grote moeite hun man te vinden. Tijdens het onderzoek heeft Barry veel moeite om een goed contact te krijgen met zijn vader, admiraal Frost. Als zij een verdachte in het vizier krijgen, krijgen zij ineens een melding van een nieuwe verkrachting wat door hulp van camerabeelden een nieuwe verdachte geeft. Ondertussen maakt Maura kennis van Giovanni Gilberti, de automonteur van de auto van Angela, en raakt zeer charmeert van hem. Maura is wel bereid om met hem een lichamelijke relatie aan te gaan, hij is echter ervan overtuigd dat zij zijn soulmate is. |            |                                 |                  |                                 | |                   |  |
| 14 | 4          | Brown Eyed Girl                 | Mark Haber       | Julie Hébert                    | Annie Wersching - Nicole Mateo Jadin Gould - Mandy Mateo Aramis Knight - Joey Mateo Max Martini - Dan Mateo Blake Robbins - Scott James Cheryl Lynn Bowers - Heidi Rodman                                                                  | 1 augustus 2011   |  |
| Wanneer de dochter van de ex-partner van Jane wordt ontvoerd wordt het team op onderzoek uit gestuurd. De dochter werd voor de ogen van haar broer ontvoerd en het team moet nu een race tegen de klok aangaan om haar terug te vinden. Helemaal als zij denken dat deze ontvoeringszaak een connectie heeft met een andere ontvoering enkele uren hiervoor, waarbij het slachtoffer dood terug werd gevonden. |            |                                 |                  |                                 | |                   |  |
| 15 | 5          | Don't Hate the Player           | Holly Dale       | David Gould Janet Tamaro        | Adrian Bellani - Manny Vega Kevin Chapman - chief Merck Elaine Hendrix - Geena Young Taylor Kinney - Jesse Wade Cameron Monaghan - Jonathan McKenna                                                                                        | 8 augustus 2011   |  |
| Wanneer de coach van de honkbalteam Boston Red Sox dood in de kleedruimte wordt gevonden worden Jane en Maura op het onderzoek gezet. Tijdens het onderzoek ontdekken zij dat tijdens zijn dood een machtspelletje werd gespeelde tussen de coach en een sterspeler over de controle van het team. Ondertussen komt Tommy, de broer van Jane, thuis na zijn gevangenisstraf. |            |                                 |                  |                                 | |                   |  |
| 16 | 6          | Rebel Without a Pause           | Nelson McCormick | Elizabeth Benjamin Janet Tamaro | Richard Thomas - professor Dwayne Cravitz Jackie Geary - Maggie McGee Amy Stewart - Kathleen Dunn Dendrie Taylor - mrs. Dunn Cody Klop - Ben Dunn Jacqueline Bisset - Constance Isles                                                      | 15 augustus 2011  |  |
| Tijdens het naspelen van de Amerikaanse Onafhankelijkheidsoorlog, wat georganiseerd is door universiteitsprofessor Dwayne Cravitz, vindt iemand de dood en worden Jane en Maura op onderzoek uitgestuurd. Zij ontdekken al snel dat het slachtoffer is overleden door een misdrijf; hij is vermoord door een sluipschutter die eigenlijk Cravitz als doelwit had. Door een DNA-spoor denken zij dat de verdachte een oude bekende van hem is. Ondertussen krijgt Maura onverwachts bezoek van haar rijke en mooie moeder Constance Isles, en het blijkt dat zij een vreemde en ongemakkelijke relatie hebben. Constance weet niet hoe zij een moeder moet zijn voor haar dochter, en Maura voelt zich geïntimideerd en klein door haar aanwezigheid. |            |                                 |                  |                                 | |                   |  |
| 17 | 7          | Bloodlines                      | Michael Zinberg  | Elizabeth Benjamin Dee Johnson  | David Alpay - Grayson Bennett Aimee-Lynn Chadwick - Sabrina Scott Lindsey Ginter - William Scott William Scott - Robert Cranston Marika Dominczyk - Teresa                                                                                 | 15 augustus 2011  |  |
| Wanneer Jane en Maura na een brand een verbrand slachtoffer vinden, ontdekken zij de identiteit door een metalen pin in haar knie: het betreft Helen Downey. Als Jane, Vincent en Barry het huis van Helen onderzoeken, ontdekken zij daar een altaar en een schedel. Zij vermoeden dat Helen een heks was. Verder onderzoek wijst uit dat Helen drie hectare land bezat en dat zij sinds 1969 genealogie uitvoerde. Vincent en Barry onderzoeken een man die van Helen bezweringen kreeg. Jane, Maura en Barry zoeken een cultuswinkel op die beheerd wordt door drie heksen die het land aan Helen gaven. De leider van de winkel besluit dan om een seance te houden om zo in contact te komen met Helen, dit om haar te vragen wie haar vermoord heeft. Als tijdens de seance dit aan Helen wordt gevraagd zegt zij dat de moordenaar dichtbij is. Op het moment dat de seance wordt opgeheven wordt een andere heks aangevallen. Op het moment dat Jane en de rest de andere heks proberen te vinden wordt de leider dood gevonden, hij werd verdronken in zijn eigen badkuip. Maura ontdekt dan dat heks Sabrina lijdt aan schizofrenie en dat zij in een psychotische aanval de andere vermoordde. Ondertussen komt Teresa, een ex-vriendin van Frankie jr., weer in het leven van de familie Rizzoli. Jane is nog steeds boos op haar omdat zij Frankie achterliet met een autolening. Later gaat Frankie met haar naar een picknick, Jane besluit hen samen met Maura te bespioneren. Frankie ontdekt hen en onthult dan aan hen dat hij een dochter heeft. Jane twijfelt of Frankie de biologische vader is van de dochter. Frankie wordt boos, hij weet zeker van wel. Jane steelt de drinkbeker van de dochter om zo via DNA te achterhalen of Teresa de waarheid spreekt. |            |                                 |                  |                                 | |                   |  |
| 18 | 8          | My Own Worst Enemy              | Terrence O'Hara  | Joel Fields Emilia Serrano      | Jonathan Cake - dr. Ian Faulkner John Diehl - Arthur Dunbar Brian Hallisay - Chris Dunbar Nicole DuPort - Emma Dunbar Arden Cho - Lee | 29 augustus 2011  |  |
| Jane en Maura onderzoeken een, wat op het eerste gezicht lijkt, overval waarbij een dode en zwaar gewonde is gevallen. De dode is Evan Dunbar en zijn zoon Chris is zwaar gewond aan zijn ribben en gezicht. Als eerste verdacht hebben zij Arthur Dunbar, zoon van Evan, op het oog, hij werd zes weken vrijgelaten uit de gevangenis waar hij zat na getuigenis van Evan. DNA sporen leidt hen echter naar een andere weg, met onder andere drugs en ontvoering. Ondertussen merkt Jane dat Maura afgeleid is door de aanwezigheid van haar grote liefde, dr. Ian Faulkner. Hij heeft goed werk gedaan in Afrika. Dan ontdekt jane, mede door haar bemoeizuchtige moeder, dat Ian gezocht wordt door Interpol. |            |                                 |                  |                                 | |                   |  |
| 19 | 9          | Gone Daddy Gone                 | Fred Toye        | David Gould Dee Johnson         | Alex Fernandez - Ronald Duncan Ronald Duncan - Bill Sutton Gwen McGee - Carol Madigan Sage Mears - Shannon Black Robert Neary - Conroy Ed Begley jr. - dr. Pike                                                                            | 5 september 2011  |  |
| Wanneer Melissa Joy Black vermoord wordt gevonden, door een steek van een ijspriem in haar hart, gaan Jane en Maura op onderzoek uit. Maura is bang dat dit misschien een maffiamoord is met connecties naar haar biologische vader Patrick Doyle. Hierdoor besluit zij een andere lijkschouwer in te roepen, dr. Pike, die een SD-kaart in haar maag vindt. De zus van Melissa vertelt de politie dat haar vader zes maanden gewond raakte op zijn werk in de haven en nooit volledig zal herstellen. Melissa besloot toen om ook een baan aan te nemen in de haven, dit nadat de vakbond haar vader beschuldigde van drinken onder werktijd. Als Maura in haar huis is wordt er aangebeld, het is haar biologische vader Patrick die gewond is, hij verklaart stellig niets met de dood van Melissa te maken te hebben en dat iemand hem probeert in te luizen. Nadat de rechterhand van Patrick vermoord wordt gevonden, denkt de politie dat er een maffiaoorlog op komst is over de controle van de haven. Jane is bezorgd als zij Maura niet kan bereiken. Bij haar huis aangekomen is Patrick verdwenen en Maura zit vastgebonden in haar huis. Later blijkt dat de baas van de haven de opdracht heeft gegeven voor de moord op Melissa. Wanneer Jane, Vincent en Barry de baas willen arresteren, ontdekken zij dat Patrick hen voor is geweest. Patrick is van de aardbodem verdwenen. Ondertussen besteedt Maura veel privétijd door met Tommy, de broer van Jane, en dit maakt Jane erg zenuwachtig. Vincent wil dat Jane een opleiding gaat volgen om haar gevoeligheidsgevoel te verbeteren, Jane heeft hier echter weinig zin in en probeert hier onderuit te komen. |            |                                 |                  |                                 | |                   |  |
| 20 | 10         | Remember Me                     | Randy Zisk       | David J. North Janet Tamaro     | Michael Massee - Charles Hoyt Sylva Kelegian - mrs. Randall Glen Powell - Graham Randall Conor O'Farrell - Warden Price Peter Murnik - Rod Mason Jesse Lee Soffer - Jacob Wilson                                                           | 12 september 2011 |  |
| Wanneer de jonge man Graham Randall vermoord wordt gevonden gaan Jane en Maura op onderzoek uit. Hij werd vermoord door steekwonden in de wasruimte van de gevangenis waar hij op dat moment vastzat. Wanneer lijkschouwing wordt uitgevoerd op Graham in de ziekenafdeling van de gevangenis ontdekken Jane en Maura dat Hoyt daar ook aanwezig is. Hoyt ondergaat daar een behandeling tegen kanker en biedt Jane informatie aan over een moord op een familie van vier personen die hij in 2005 gepleegd heeft. Hij geeft Jane de informatie verpakt in raadsels, Maura vermoedt dat de kanker zijn hersens heeft aangetast en dat hij nu niet weet wat hij zegt. Jane wil hier echter niet aan en denkt dat Hoyt wel de waarheid zegt, en zij wil de familie van het slachtoffer rust geven door dit op te lossen. Maura vindt in de maag van Graham vier tanden, deze tanden behoren tot de vier personen uit 2005. Jane en Maura zoeken hierop Hoyt op voor meer informatie, daar aangekomen wordt Maura ineens vast gehouden door een bewaker terwijl Hoyt Jane aanvalt. Als Hoyt af wil rekenen met Maura lukt het Jane om Hoyt aan te vallen en te doden met een scalpel. Vincent en Barry ontdekken dat de bewaker op de loonlijst van Hoyt staat, en daarom hem hielp met het vasthouden van Maura. Ondertussen is het de verjaardag van Jane. Maura probeert samen met Angela een surprise party te geven voor haar. Jane vertelt dan aan Maura dat zij niet haar verjaardag wil vieren, dit omdat zij niet teleurgesteld wil worden. brengen. Ondertussen organiseren de ouders van Jane en Frankie een welkom feest voor hun broer Tommy, die na jaren vrijkomt uit de gevangenis. |            |                                 |                  |                                 | |                   |  |
| 21 | 11         | Can I Get a Witness?            | Andy Wolk        | Janet Tamaro Elizabeth Benjamin | Roselyn Sanchez - Valerie Hudson Aaron Jennings - Dante Moore Milauna Jackson - Relita Washington Reginald Ballard - Germaine Walker Christopher Curry - rechter Martin                                                                    | 28 november 2011  |  |
| Nadat Elmore Gregory was vermoord meldde Dante Morgan zich als getuige van deze moord. Hij verklaarde dat de bendeleider Terence Jones de moordenaar is. In de nacht voor de rechtszaak verlaat Dante zijn beveiligde hotel en wordt daarna vermoord gevonden met verrader op zijn voorhoofd geschreven in de wijk waar Terence actief was. Nu hangt de rechtszaak af op inlichtingen die de informant van Vincent heeft gegeven. Deze informant weigert echter te getuigen in de rechtbank en de rechter geeft de aanklager nu 48 uur om meer bewijzen te vinden tegen Terence. Als dit niet lukt, wordt Terence ontslagen van rechtsvervolging. Dan ontdekken zij dat de aanklager Dante heeft vermoord, dit omdat zij bang was om de rechtszaak te verliezen en zo ook haar goede reputatie bij de OM. |            |                                 |                  |                                 | |                   |  |
| 22 | 12         | He Ain't Heavy, He's My Brother | Steve Robin      | David Gould Dee Johnson         | Patrick David Cullen - David Polk Amanda Fuller - Nancy Lanford Tessa Thompson - FBI agente Anna Farrell Timothy Eulich - Carl Parker Brenda Koo - miss Sophie Tanner Thomason - Ricky Dunn                                                | 5 december 2011   |  |
| Tommy, de broer van Jane, heeft een eigen appartement gevonden en verhuist dan van Maura daarnaartoe. Tommy gaat later terug naar Maura om haar te bedanken voor zijn verblijf daar. Dit eindigt bijna in een kus, Maura kan hem net op tijd stoppen en wil hier niet aan beginnen om zo hun vriendschap niet op het spel te zetten. Dan wordt een bank overvallen, een man wordt neergeschoten door een overvaller terwijl de overvallers de bank verlaten. Als het politieteam bij de bank aankomen ziet Barry een oude bekende tegen, het betreft een FBI agente die hij nog van vroeger kent. Later wordt de vluchtauto teruggevonden die gebruikt is door de overvallers, een van de overvallers ligt vermoord in deze auto. Vincent ontdekt dat de FBI agente in het verleden verloofd waren en Jane ontdekt wat er mis ging tussen hen. De vluchtauto wordt onderzocht en als zij vingerafdrukken vinden ontdekken zij dat er een match is met Tommy, de broer van Jane. Tommy wordt daarna gearresteerd, als Jane dit hoort is zij boos op Maura dat zij dit niet tegen haar heeft vertelt. Tommy vertelt aan Jane dat de enige verklaring voor de vingerafdruk kan zijn dat hij dit voertuig heeft gebruikt voor zijn verhuizing. Jane, Vincent en Barry onderzoeken zijn verklaring en komen tot de conclusie dat hij de waarheid kan spreken. Dan wordt er een tweede bankoverval gepleegd. Dit eindigt in een gijzeling, die dankzij Jane zonder slachtoffers tot een einde wordt gebracht. Nu zij de identiteit van de bankovervallers weten, kunnen zij Tommy van alle blaam zuiveren, Tommy wordt dan onmiddellijk vrijgelaten uit de gevangenis. |            |                                 |                  |                                 | |                   |  |
| 23 | 13         | Seventeen Ain't So Sweet        | Rod Holcomb      | Shelley Meals Darin Goldberg    | Lolita Davidovich - Melody Patterson Erin Daniels - Kate Graham Teddy Sears - Rory Graham Sarah Lafleur - Debbie Nichols Tibbet Rizwan Manji - privédetective Erin Matthews - Emily Sanner Brett Tucker - Steve Sanner                     | 12 december 2011  |  |
| Jane maakt zich op om samen met Casey naar haar schoolreünie te gaan, als zij hoort van Casey dat hij niet mee biedt Maura zich aan om mee te gaan. Jane heeft echter alle interesse voor de reünie verloren en vertelt Maura dat zij geen zin heeft om te gaan, Maura heeft nog nooit een openbare school meegemaakt en smeekt haar te gaan. Jane zwicht voor haar argumenten en gaat dan onder protest akkoord om te gaan. Aangekomen op de reünie ontmoet Jane een aantal oude klasgenoten, waaronder die haar vroeger het leven zuur maakte, waaronder Steve Sanner en zijn vrouw Emily. Emily was in die tijd de beste vriendin van Jane. Steve geeft zijn telefoonnummer aan Jane en vertelt haar dat hij die avond nog met haar wil praten. Ook spreekt Jane met Rory en zijn vrouw Kate, een van de klasgenotes die haar het leven zuur maakte. Rory en Steve leiden samen een bedrijf en Rory schept daar flink over op tegenover Jane. Later op die avond wandelt Steve naar buiten en wordt buiten door iemand doodgeschoten. Als Jane en Maura bij hem aankomen is Jane geschokt dat Steve het slachtoffer is, aangezien zij enkele uren hiervoor nog hebben gepraat. Tijdens het onderzoek ontdekken zij bewijs dat Steve een affaire heeft gehad met Debbie, een oude klasgenote van Jane. Als zij Debbie hierover willen spreken, zien zij een fotograaf die hier foto's van neemt. Wanneer zij de fotograaf hierover aanspreken, ontdekken zij dat hij een privédetective is die in opdracht van de man van Debbie werkt. Dit omdat de man vermoedde dat Debbie vreemdging en hiervoor bewijs wilde hebben. De privédetective kan dan foto's overleggen met het bewijs van een affaire tussen Debbie en Steve en nog een onbekende man. Later wordt Debbie dood gevonden. Op het eerste gezicht lijkt het zelfmoord, maar al snel blijkt Debbie vermoord te zijn. Tevens ontdekken de rechercheurs dat Debbie een verslaggever heeft gesproken over een vriend die gegevens openbaar wilde maken over iets groots. Dan krijgt Jane bericht dat Maria, ook een oude klasgenote, dood is gevonden, ze is gestorven door een hartaanval. Maura voert op Maria een autopsie uit en ontdekt dat zij gestorven is door een nieuwe en defecte hartklep die pas ingebracht was. Deze hartklep is gemaakt door een bedrijf dat gerund werd door Steve en Rory. Steve had blijkbaar pas ontdekt dat er iets mis was met hun product, en wilde dit naar buiten brengen. Rory wilde door hun grote belangen dat Steve zijn mond hield over zijn ontdekkingen. Kate, de vrouw van Rory, vertrouwde Steve niet over zijn beloofde zwijgen, en nam het heft in eigen handen door hem en Debbie te vermoorden. Ondertussen wordt Vincent verrast met het bezoek van zijn ex-vrouw Melody, zij vraagt zijn hulp voor het sponsoren van een yogastudio die zij wil openen. |            |                                 |                  |                                 | |                   |  |
| 24 | 14         | Don't Stop Dancing, Girl        | Mark Haber       | David Gould Janet Tamaro        | Lolita Davidovich - Melody Patterson Matthew Fahey - Josh Patterson Allison Dunbar - Kim Marks Colby French - Skip Ryan Sarah McElligott - Denise Ryan Lisa LoCicero - Yvonne Smith Lisa Ann Walter - coach JJ Kelly Lazarus - Dakota Ryan | 19 december 2011  |  |
| Wanneer dansmoeder Denise Ryan vermoord wordt door steken van een schaar in haar borst, gaan Jane en Maura op onderzoek uit. Maura ontdekt tijdens de autopsie dat Denise complexe chirurgie heeft ondergaan aan haar gezicht, en Jane ontdekt dat Denise in haar jeugd veel danslessen heeft gevolgd. Tevens ontdekt Maura dat de wonden op de vuisten van Denise te wijten zijn aan het feit dat zij vaak mishandeld werd. Jane en Barry zijn verbaasd als zij geen gegevens van Denise en haar dochter Dakota kunnen vinden. Zij vermoeden dat zij in een getuigenbeschermingsprogramma zaten. Het blijkt dat Denise de vrouw van een drugsbaas was en dat zij tegen hem heeft getuigd. Dan blijkt dat de biologische vader van Dakota Denise heeft vermoord, hierna wilde hij Dakota ontvoeren naar Mexico. Ondertussen krijgt Vincent van zijn ex-vrouw te horen dat zijn stiefzoon Josh gearresteerd is voor het neerschieten van een politieagent. Vincent is gefrustreerd als het blijkt dat hij weinig voor Josh kan doen omdat hij niet zijn erkende vader is. Vincent en Maura ontdekken dat wat er werkelijk is gebeurd: na het neerschieten van de politieagent door een vreemde wilde Josh de politieagent reanimeren. Hierdoor liet hij sporen na op het slachtoffer. Nu de waarheid boven water is gekomen wordt Josh van alle blaam gezuiverd. |            |                                 |                  |                                 | |                   |  |
| 25 | 15         | Burning Down the House          | Michael Zinberg  | Janet Tamaro                    | Billy Burke - FBI agent Gabriel Dean Peter Bogdanovich - Arnold Whistler Sarah Scott - Christie Whistler Michael Reilly Burke - Joe Kobolsnik Nick Warnock - Jim Grant Tina Huang - Susie Chang                                            | 26 december 2011  |  |
| Wanneer een brandweerman omkomt tijdens een brand worden Jane en Mauro op onderzoek uitgestuurd. Maura ontdekt verdachte omstandigheden en verklaart dat het slachtoffer vermoord is door brandstichting. Na haar verklaring dat het moord is wordt zij ook doelwit van de moordenaar, net voordat hij haar wil overrijden wordt Maura gered door haar moeder Constance. Hierbij raakt echter Constance zwaar gewond naar het ziekenhuis gebracht, Paddy Doyle verschijnt dan ten tonele om zijn biologische dochter te beschermen. Maura vertelt dit tegen Jane, die dit weer vertelt aan FBI agent Dean, dit als vriend en niet werk gerelateerd. Jane en Vincent vermoeden dat een andere brandweerman schuldig is voor de laatste brandstichtingen, zij onderwerpen hierop alle brandweermannen aan een onderzoek. Zij willen een valstrik opzetten voor hun moordenaar en sturen Maura undercover een gebouw in die in brand staat. Op het moment dat de moordenaar Maura wil neerschieten wordt hij neergeschoten door Paddy. Jane, zonder te weten wat er binnen afspeelde, stormt het gebouw binnen en ziet dan dat Paddy op FBI agent Dean schiet, Jane schiet hierop Paddy neer. Paddy valt hierdoor van een balkon af en stort zwaar gewond ten aarde. Deze aflevering eindigt met het einde van de vriendschap tussen Jane en Maura, zij is woedend op Jane op het neerschieten van haar vader, en Paddy die voor zijn leven vecht op de grond. |            |                                 |                  |                                 | |                   |  |